# L'Invention de l'Europe
L'Invention de l'Europe  (”uppfinnandet” av Europa)  är en essä av Emmanuel Todd utgiven 1990 mitt under intensifierandet av det europeiska samarbetet (Maastrichtfördraget).

## Presentation
I denna med källhänvisningar välförsedda essä söker Todd i en exposé analysera de händelser som skakat Europa sedan 1500 utifrån studier om de olika traditionella familjesystem i bondesamhällena, som kan beläggas på kontinenten..

## Familjesystemen
(Huvudartikel: Emmanuel Todds familjesystem)
I huvuddrag är dessa familjesystem:
stamfamiljen i tysk- och svenskspråkiga områden, den jämlika kärnfamiljen som återfinns i centrala Frankrike och södra Spanien, den absoluta kärnfamiljen runt Nordsjön, samt gemenskapsfamiljen i Ryssland och Finland.

## Familjesystemens inverkan på utvecklingen
Den historiska utveckling som påverkats av värderingar med rötter i bondesamhällenas vitt skilda syn på familjen kan sammanfattas i följande punkter:

### Massalfabetiseringen
Denna har spritt sig från regioner dominerade av stamfamiljen utifrån axeln tysktalande Schweiz till Sverige genom Tyskland; denna familjetyp besitter nämligen en särskilt hög kulturell potential i och med att endast bibelns auktoritet erkänns i Reformationen;
- alfabetiseringen hänger alltså på det religiösa planet samman med denna familjetyps värderingar (auktoritet och ojämlikhet) som tagit sig uttryck i protestantiska Reformationen med dess predestinationsdoktrin och förnekande av  den fria viljan;
- Även den absoluta kärnfamiljen runt Nordsjön (England, östra Skottland, Holland, Danmark, södra Norge) visade sig mottaglig för överförandet av dessa värderingar på det religiösa planet.

### Motreformationen
Den jämlika kärnfamiljens värderingar präglar den katolska motreformationen: alla människor har lika värde och en fri vilja att ta ansvar för sin frälsning.

### Sekulariseringen
På 1700-talet kommer avkristningen i regioner som domineras av den jämlika kärnfamiljen, där Guds, liksom föräldrarnas, auktoritet alltid varit svag.

### Ideologiseringen
Om avkristningen går hand i hand med alfabetiseringen medför detta ideologiseringen.
- Detta fenomen uppstår först i norra Frankrike vid slutet av 1700-talet och återspeglar den jämlika kärnfamiljens värderingar; den jämlika och starkt frihetliga karaktären i familjestrukturen i Paristrakten torde ha påverkat  franska revolutionens universalistiska människosyn sådan den tar sig uttryck i Deklarationen om människans och medborgarens rättigheter liksom i spridandet av Code Napoléon över Europa;
- På 1800-talet kommer avkristningen i protestantiska regioner i Europa som en frukt av vetenskapliga upptäckter, främst darwinismen, som direkt motsäger bibeln, grundpelaren i protestantismen.
- Ideologiseringen från mitten av 1800-talet i protestantiska delar av Tyskland följer stamfamiljens värderingar av auktoritet och ojämlikhet (socialdemokrati och etnocentrisk nationalism).
- I Storbritannien motsvaras detta av labourvarianten av socialdemokratin och nationell isolationism utifrån den antiauktoritära och för jämlikhet likgiltiga absoluta kärnfamiljens värderingar.
- Den senkomna avkristningen kommer framemot mitten av 1900-talet i katolska regioner dominerade av stamfamiljen som Belgien, södra Tyskland, Irland, södra Frankrike och norra Spanien; dessförinnan hade i dessa regioner utvecklats en ”kontraideologi”: kristdemokratin.

### Den nordiska utvecklingen
Utvecklingen i Norden fram till mitten av 1900-talet presenteras ingående:
- Sverige präglas av stamfamiljens auktoritära värderingar som fordrar samverkan utan att radikalt förändra dessa; detta tar sig uttryck i samarbetet mellan arbetarrörelsen och kapitalet (Saltsjöbadsavtalet);
- dansk socialdemokrati äger de yttre formerna av den närliggande svenska och tyska socialdemokratin men är i grunden präglad av den absoluta kärnfamiljens frihetliga värderingar;
- Norge delas mellan stamfamiljen i norr och väster och den absoluta kärnfamiljen i söder, vilket medfört att det historiskt danskinfluerade huvudstadsområdet är tolerant gentemot etnocentriska tendenser i norr och väster såsom det tar sig uttryck i användandet av en särskild variant av landets språk (nynorska) i tal och skrift;
- gemenskapsfamiljens dominans i Finland har återspeglats politiskt i ett starkt kommunistparti, liksom högerextremism (lapporörelsen).

1. ↑   L'Invention de l'Europe, Seuil, coll. L'Histoire immédiate, Paris, 1990